# Berberidopsidaceae
Berberidopsidaceae là một họ thực vật có hoa. Họ này chỉ được một số ít các nhà phân loại học công nhận. Các loài trong họ này thường được coi là thuộc về họ Mùng quân (Flacourtiaceae).
Hệ thống APG II năm 2003 (không thay đổi so với hệ thống APG năm 1998, công nhận họ này nhưng không đặt nó vào bộ nào mà chỉ đơn thuần gán nó vào nhánh thực vật hai lá mầm thật sự phần lõi (core eudicots). Họ này bao gồm khoảng 2 chi là Berberidopsis với 2 loài và Streptothamnus với chỉ 1 loài.
Tuy nhiên, APG II có đề cập tới khả năng công nhận bộ Berberidopsidales bao gồm hai họ là Aextoxicaceae và Berberidopsidaceae.